# John Proby (1er comte de Carysfort)
John Joshua Proby (12 août 1751-7 avril 1828) est un juge, diplomate et homme politique britannique du parti whig. Il est créé comte de Carysfort.

## Biographie
Il est le fils de John Proby (1er baron Carysfort), et d'Elizabeth, fille de Joshua Allen, 2e vicomte Allen. Il fait ses études à la Westminster School et au Trinity College, à Cambridge.
Il succède à son père comme deuxième baron en 1772. Il est élu membre de la Royal Society en 1779 et nommé Chevalier de l'ordre de Saint-Patrick en 1784. En 1789, il est admis au Conseil privé d'Irlande et créé comte de Carysfort dans la pairie d'Irlande et nommé Joint Master of the Rolls en Irlande, poste qu'il occupa jusqu'en 1801. Le poste est alors généralement considéré comme une sinécure. En février 1790, il est élu à la Chambre des communes pour East Looe, siège qu'il occupe jusqu'en juin de la même année, puis représente Stamford jusqu'en 1801. Il est également envoyé à Berlin entre 1800 et 1802. Le 18 février 1793, il est nommé sous-lieutenant du Northamptonshire.
En 1801, il est créé baron Carysfort, dans le comté de Huntingdon, dans la pairie du Royaume-Uni ce qui lui permet de siéger à la Chambre des lords. Il a été commissaire du conseil de contrôle et maître adjoint des postes auprès de Lord Grenville de 1806 à 1807 et a été admis au conseil privé en 1806.
En 1810, Carysfort publia des poèmes dramatiques et narratifs.

## Famille

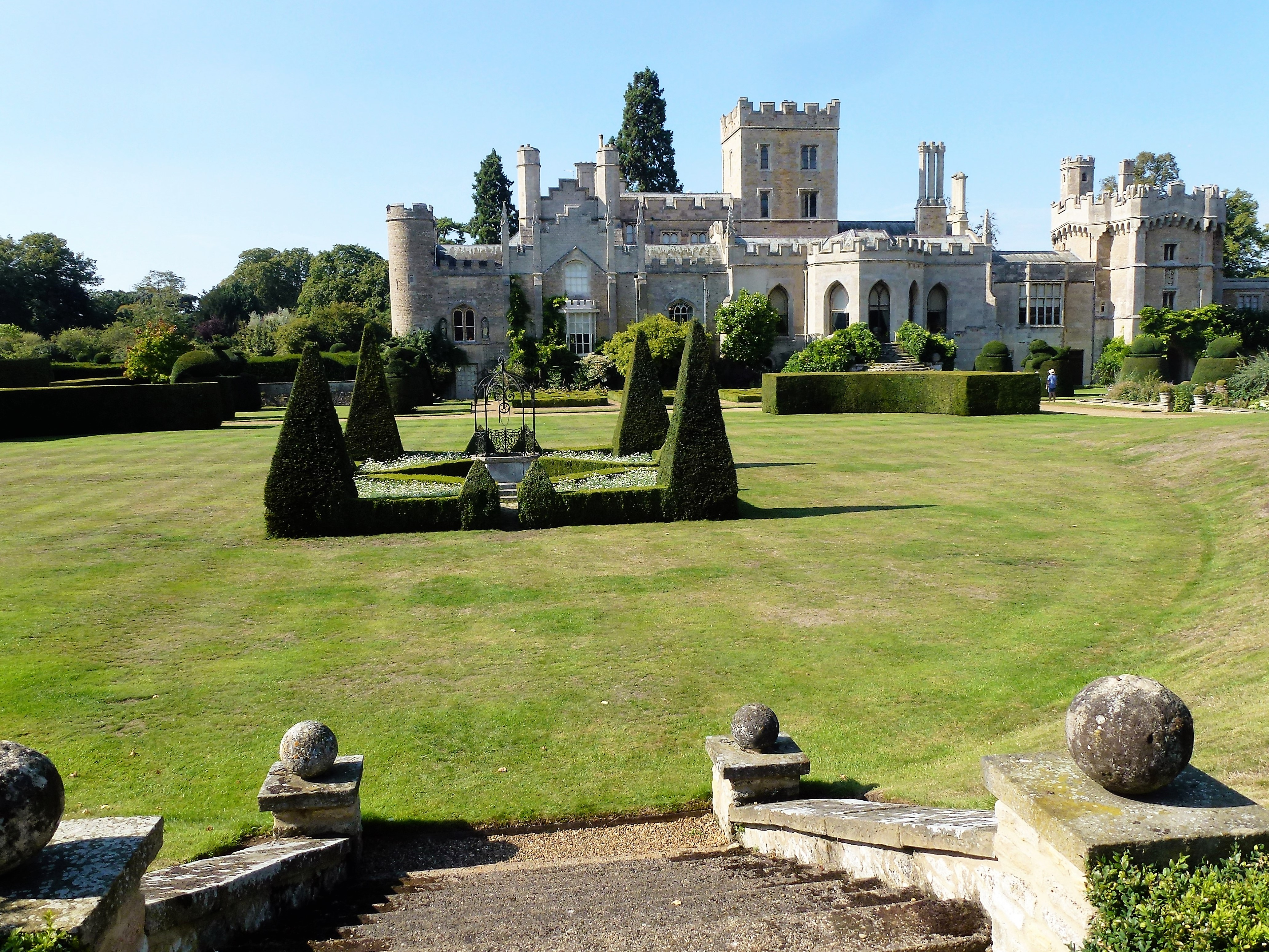
Elton Hall

Lord Carysfort vit à Elton Hall, dans le comté de Huntingdonshire, qu'il hérite de son père. Il épouse, en 1774, Elizabeth Osbourne, fille de William Osborne (8e baronnet). Ils ont trois fils et une fille. Après la mort prématurée d'Elizabeth en 1783, il épouse en 1787 Elizabeth Grenville, fille du premier ministre George Grenville. Ils ont trois filles. Lord Carysfort est décédé en avril 1828, à l'âge de 76 ans. Son fils aîné, William Proby, est mort avant lui et il est remplacé par son deuxième fils, John Proby (2e comte de Carysfort). Lady Carysfort est décédée en décembre 1842, à l'âge de 86 ans.